# 過電流継電器

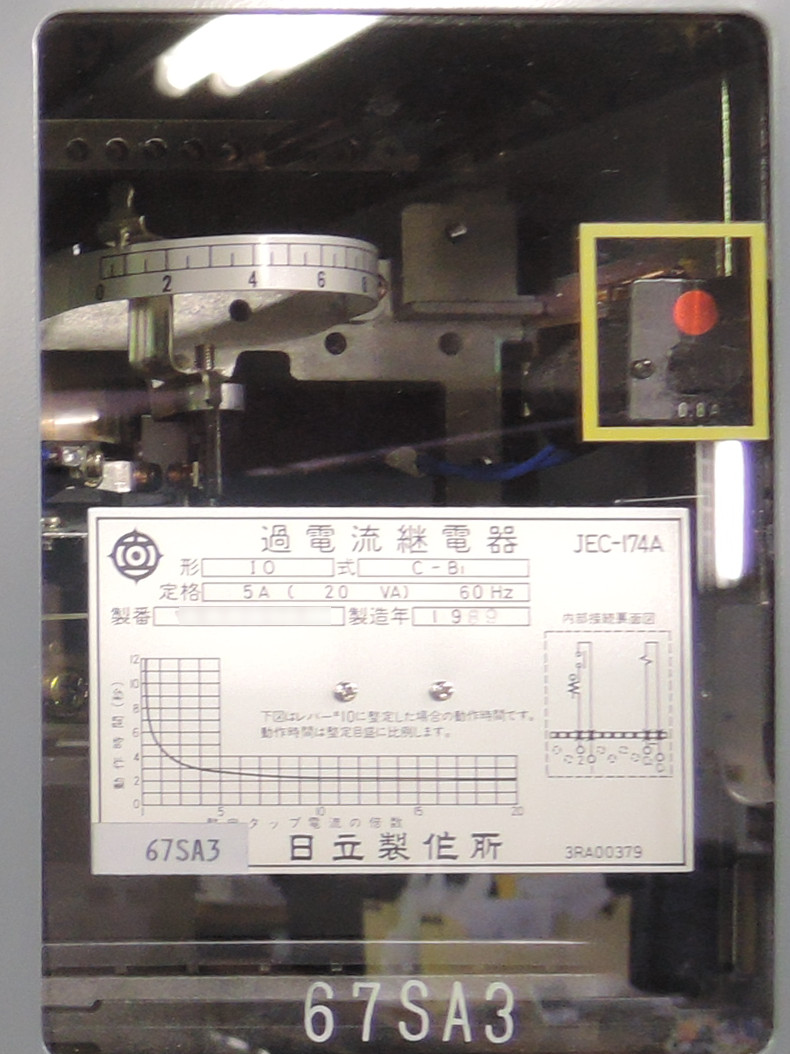
誘導円板形過電流継電器

過電流継電器（かでんりゅうけいでんき）は、電線や電気機器への過負荷や短絡を防ぐ目的で使われる汎用性の高い継電器である。回路図などではOCR (Over Current Relay)と表記される。過電流継電器は誘導円板形と静止形の2種類に大別される。回路の保護を行う際には、過電流継電器に変流器を接続して用いることが一般的であり、それにより小電流から大電流までの幅広い範囲を同じ機器で保護することができる。

## 誘導円板形
誘導円板形継電器は移動磁界を作る鉄心と円板に生ずる渦電流との相互作用により動作する。1990年頃までの保護継電器の多くはこの形であり、変圧器形とくま取り形の2種類に分けられる。
変圧器形は変流器から供給された電流に比例した磁束がコイルに加わり、継電器内部の円板に渦電流を生ずる。二次コイルにより励磁される磁束の位相はずれを生じるため、その磁束との相互作用により円板が回転力を生じる。コイルに流れる電流が増加すると円板は強い回転運動を行おうとするため、一定の回転を検知すると回路が遮断される構造となっている。
くま取り形は鉄心の円板に面する一部を銅のリングで短絡し、その部分の磁束の位相を遅らせることによって発生する渦電流が生み出す回転力により制御する。

## 静止形
静止形は物理的な構造による遮断ではなく、電子回路の制御による遮断を行う継電器である。
機械式の誘導円盤形と比較し、性能・信頼性・省スペース・製造コスト・保守の省力化などのあらゆる面で優位となってきており、1990年頃から保護継電器は静止形が主流となってきている。
誘導円板形では電磁力とバネによって円盤が回転する機構のため、バネの経年劣化といった内部の影響や振動や温度・傾斜といった外部からの影響を受けて誤差が発生するが、静止形ではそれらの影響による誤差は非常に小さくなる。
また、電子回路制御であるが制御電源は必須ではなく、制御電源不要タイプもある。
日本では既に誘導円板形の過電流継電器は各メーカーで生産中止になっており、静止型への転換が進んでいる。それを補完する目的で静止形でも誘導形に近似した特性曲線を有するものもある。
トリップコイルに電圧を印加するタイプによって出力接点の引き外しは、電流引き外し方式、電圧引き外し方式、コンデンサー引き外し方式の3種類に分けられる。

## 動作時間
- 瞬時要素：回路を流れる電流が設定値(Im)を超えたのを検知した瞬間に動作する。

- 限時要素：基本的には回路を流れる電流(I)が設定値(Ic)を超えた際、その差分の値(I-Ic)に対し、超え始めてからの時間(T)を掛けて、一定値を超えた際に動作する。

大別すると限時要素は、差分の値が大きければ大きいほど早く動作する反限時特性と、差分の値が大きかろうと小さかろうと一定時間を超えた場合に動作する定限時特性の二種類がある。

反限時特性は、更に差分の値(I-Ic)が大きいほど早く動作しやすくなる順に、超反限時特性(EI),強反限時特性(VI),普通反限時特性(NI),長反限時特性(NI)といった設定がある。
また、ダイヤルの設定値(D)を変更することにより動作するまでの時間を変更することができる。
差分の値{\displaystyle (I-Ic)}が一定ではなく変動する場合は、およそ{\displaystyle \int _{}^{T}{\frac {f(I-Ic)}{D}}\,dt}が一定値を超えることで動作すると考えることができる。
{\displaystyle f(I-Ic)}は、超反限時特性で{\displaystyle (I-Ic)^{2}}、強反限時特性で{\displaystyle (I-Ic)^{1}}、普通反限時特性で{\displaystyle (I-Ic)^{0}.02}に比例するとされる。

## その他
- 保護協調の考え方から基本的に回路に流れる電流の規模が大きければ大きいほど、瞬時要素および現時要素の動作するまでの時間が長くなる。

- 三相回路(R相,S相,T相)に対し、地絡継電器による保護をかけている回路に関しては、二相(R相,T相)しか過電流継電器を設置せずとも残りの一相(S相)の状態を推定できるため、一相分の継電器を省略することもできる。